# Lake Way
Lake Way är en sjö i Australien. Den ligger i delstaten Western Australia, omkring 720 kilometer nordost om delstatshuvudstaden Perth. Lake Way ligger 493 meter över havet. Arean är 3,0 kvadratkilometer. Den sträcker sig 4,4 kilometer i nord-sydlig riktning, och 3,0 kilometer i öst-västlig riktning.
Omgivningarna runt Lake Way är i huvudsak ett öppet busklandskap. Trakten runt Lake Way är nära nog obefolkad, med mindre än två invånare per kvadratkilometer. Genomsnittlig årsnederbörd är 353 millimeter. Den regnigaste månaden är januari, med i genomsnitt 69 mm nederbörd, och den torraste är augusti, med 1 mm nederbörd.